# Alfred Lind
Søren Estrup Alfred Lind (27. marts 1879 i Højelt ved Blistrup – 29. april 1959 i Glostrup) var en dansk instruktør, manuskriptforfatter og filmfotograf. 
Han arbejdede med film i Danmark, Tyskland, Sverige og Italien. 

## Filmografi
I 1910 var Alfred Lind fotograf på filmen: Den hvide slavehandel (Fotorama).
Alfred Lind instruerede følgende film:
- 1910 – Afgrunden (stumfilm)
- 1910 – Massösens offer, svensk (som J. Nathan, pengeudlåner:Peter Nielsen (skuespiller); som Damefrisørinde: Gudrun Stephensen; som Beate Vinge, proprietærens hustru:Oda Nielsen; Medvirkende: Birger von Cotta-Schønberg)
- 1911 – De fire Djævle (som Fritz, Robert Dinesen, Carl Rosenbaum; som Grev Taube: Aage Hertel)
- 1912 – Den flyvende Cirkus (som Erna, Strøms datter: Emilie Otterdahl)
- 1912 – Bjørnetæmmeren
- 1912 – Dødssejleren (som Georg, Staals søn: Gerhard Jessen)
- 1913 – Af en Opdagers Dagbog (som opdageren:Hans Dynesen; som Tykke, en af Johns kammerater: Bertel Krause)
- 1913 – Den hemmelige Traktat (som Udenrigsminister Wilfred Carr:Albrecht Schmidt; som Wladimir Raschauw alias Fyrst Kanewa: Martinius Nielsen; som Bankdirektør Nevill: Philip Bech)
- 1913 – Amerika – Europa im Luftschiff
- 1916 – Ultima rappresentazione di gala del Circo Wolfsohn
- 1920 – Alkohol
- 1923 – Luftens Herskerinde, italiensk: La Fanciulla dell'aria. [2]
- 1927/28 – Tragödie im Zirkus Royal, Tysk